# Renner (Familienname)
Renner ist ein deutscher Familienname.

## Namensträger

### A
- Abraham Samuel von Renner (1776–1850), württembergischer Landtagsabgeordneter
- Albert Renner (1901–1968), Schweizer Lehrer und Autor
- Alfred Renner (* 1939), österreichischer Fußballspieler
- Andreas von Renner (1814–1898), deutscher Politiker
- Andreas Renner (Politiker) (* 1959), deutscher Politiker (CDU)
- Andreas Renner (Historiker) (* 1964), deutscher Historiker
- Andreas Renner (Polizeibeamter) (* 1973), deutscher Polizeibeamter
- August Renner (1872–1936), deutscher Jurist, Bürgermeister und Oberbürgermeister von Rastatt 1913–1933

### B
- Benjamin Renner (* 1983), französischer Cartoonist, Animator und Filmemacher
- Bernd Renner (* 1966), deutscher Romanist, Literaturwissenschaftler und Hochschullehrer für französische Literatur
- Bernhard Renner (1963–2020), österreichischer Richter, Steuerrechtsexperte und Fachautor
- Brigitte Renner (1925–2022), deutsche Schauspielerin
- Bruno Renner (1940–1973), Schweizer Physiker und Hochschullehrer

### C
- Carl Renner (1886–1929), österreichischer Opernsänger (Bariton), siehe Karl Renner (Sänger)
- Carl Renner (Autodesigner) (Carl Heinz Renner; 1923–2001), deutschamerikanischer Autodesigner
- Carl Oskar Renner (1908–1997), deutscher Schriftsteller
- Caspar Friedrich Renner (1692–1772), deutscher Jurist, Intendant und Dichter
- Cecil von Renner (* 1990), deutscher Schauspieler
- Cedric Renner (* 2000), deutscher Skeletonpilot

### D
- Dieter Renner (1949–1998), deutscher Fußballspieler und -trainer

### E
- Eckehard Renner (1932–2024), deutscher Medizinprofessor (Nephrologie)
- Eduard Renner (1891–1952), Schweizer Arzt und Ethnograph
- Egon Renner (1935–2019), deutscher Altamerikanist
- Elizabeth Renner (* 1946), gambische Politikerin
- Ellen Renner, Immunologin, Umweltmedizinerin und Hochschullehrerin
- Erich Renner (* 1936), deutscher Erziehungswissenschaftler, Ethnopädagoge und Hochschullehrer
- Ernst Müller-Renner (1862–1926), Schweizer Wirtschaftsmanager

### F
- Florian Renner (Politiker) (1870–1945), österreichischer Politiker
- Florian Renner, bekannt als Damion Davis (* 1980), deutscher Musiker und Schauspieler
- Franz Renner (vor 1450–nach 1486), deutscher Buchdrucker
- Franz Carl Renner (1886–1957), österreichischer Maler
- Frederick Renner (1821–1893), deutscher Arzt
- Friedrich Renner (Politiker) (1835–1907), deutscher Jurist und Landtagsabgeordneter
- Friedrich Renner (Politiker, 1910) (1910–1985), deutscher Ingenieur, Manager und Politiker
- Fritz Renner (1910–1985), deutscher Politiker (SPD), Widerstandskämpfer (1936–37 KZ Dachau), 1956–1973 Mitglied des Bayerischen Senats
- Frumentius Renner (1908–2000), deutscher römisch-katholischer Priester, Benediktiner und Autor

### G
- Georg Renner (* 1983), österreichischer Journalist
- Gerhard Renner (1952–2008), österreichischer Bibliothekar
- Gottlob Adolph Renner († 1777), kursächsischer Amtmann
- Guido Renner (* 1971), deutscher Schauspieler
- Guido R. Renner (* 1950), deutscher Hockeynationalspieler und Rechtsanwalt
- Günter Renner (1939–2005), deutscher Jurist
- Gustav Renner (1866–1945), deutscher Dichter und Dramatiker

### H
- Hans Renner (Maler) († um 1500), deutscher Maler
- Hans Renner (Musikschriftsteller) (1901–1971), deutscher Musikschriftsteller, Komponist, Pianist und Dirigent
- Hans Renner (Skispringer) (1919–1970), deutscher Skispringer und Skisprung-Trainer
- Hartmut Renner (* 1951), deutscher Metallbildhauer
- Heike Renner (* 1979), deutsche Schlagersängerin und Moderatorin
- Heinrich Renner (Jurist) (1770–1800), deutscher Jurist
- Heinrich Renner (Eishockeyspieler) (* 1958), deutscher Eishockeyspieler
- Heinz Renner (Heinrich Renner; 1892–1964), deutscher Politiker (KPD)
- Herbert Renner (* 1946), deutscher Fußballspieler
- Hermann Renner (1862–1921), deutscher Unternehmer, Kommerzienrat und Kunstsammler

### I
- Ingeborg Renner (Skilangläuferin), tschechoslowakische Skilangläuferin
- Ingeborg Renner (Politikerin) (1930–2010), deutsche Politikerin (SPD)
- Ingeborg Renner (Schwimmerin) (* 1946), deutsche Schwimmerin
- Ingo Renner (1940–2022), australischer Segelflieger

### J
- Jean Renner (Johann Renner; 1870–1948), deutscher Architekt
- Jens Renner (* 1951), deutscher Journalist und Buchautor
- Jeremy Renner (* 1971), US-amerikanischer Schauspieler
- Johann Renner (Chronist) (1525–1583), deutscher Notar und Chronist
- Johann Renner (Politiker, 1696) (auch Johannes Renner; 1696–1761), deutscher Jurist und Politiker, Bürgermeister von Danzig
- Johann Renner (1870–1948), deutscher Architekt, siehe Jean Renner
- Johann Anton Renner (1743–1800), Schweizer Politiker
- Johann August Renner (1783–nach 1826), deutscher Maler und Restaurator
- Johann Georg Renner (Goldschmied) († 1731), deutscher Goldschmied
- Johann Georg Friedrich Renner (1784–1842), deutscher Lehrer, Prediger und Autor
- Johann Jacob Renner, (vor 1590 - nach 1613) war Stadtrat in Freiburg
- Johanne Justine Renner (Gustel von Blasewitz; 1763–1856), deutsche Bekannte von Friedrich Schiller
- Josef Renner (Politiker) (1892–1958), österreichischer Politiker (ÖVP), Salzburger Landtagsabgeordneter
- Josef Renner (Turner), deutscher Turner
- Joseph Renner sen. (1832–1895), deutscher Komponist
- Joseph Renner jun. (1868–1934), deutscher Komponist und Organist
- Joseph Aloys Renner (1810–1882), deutscher Jurist und Abgeordneter
- Julia Renner (* 1987), deutsche Handballspielerin
- Jürgen Renner (* 1966), deutscher Politiker (SPD)

### K
- Karin Renner (* 1965), österreichische Politikerin (SPÖ)
- Karl Renner (Feuerwehrkommandant) (1833–1913), deutscher Feuerwehrkommandant und Kaufmann
- Karl Renner (1870–1950), österreichischer Politiker (SDAP, SPÖ)
- Karl Renner (Sänger) (auch Carl Renner; 1886–1929), österreichischer Opernsänger (Bariton)
- Karl-Heinz Renner (* 1965), deutscher Psychologe
- Karl Nikolaus Renner (* 1949), deutscher Germanist, Medienwissenschaftler und Hochschullehrer
- Klaus Renner (Entomologe) (* 1936), deutscher Entomologe
- Klaus Renner (Badminton) (* um 1944), deutscher Badmintonspieler
- Klaus G. Renner (1949–2019), deutscher Verleger

### L
- Lois Renner (1961–2021), österreichischer Künstler
- Lothar Renner (1918–1991), deutscher Offizier
- Ludwig Renner (Politiker) (1856–1927), deutscher Politiker (SPD)
- Ludwig Renner (1884–1962), deutscher Lehrer
- Luise Renner (1872–1963), Ehefrau des österreichischen Bundespräsidenten Karl Renner

### M
- Margarete Renner (um 1475 † 1535), deutsche Frau, die an den Bauernkriegen aktiv teilnahm
- Marie Johanna Renner (1782–1824), deutsche Schauspielerin
- Martin Renner (Diplomat) (1870–1956), deutsch-britischer Militär und Diplomat
- Martin Renner (* 1954), deutscher Co-Sprecher des AfD-Landesverbands Nordrhein-Westfalen
- Martina Renner (* 1967), deutsche Politikerin (Die Linke), MdB
- Max Renner (Verwaltungsjurist) (1864–??), deutscher Verwaltungsjurist
- Max Renner (Architekt), deutscher Architekt
- Max Renner (Bildhauer) (Ludwig Max Renner; 1900–1974), deutscher Bildhauer
- Max Renner (Eishockeyspieler) (Maximilian Renner; * 1992), deutscher Eishockeyspieler
- Maxie Renner (* 1985), deutsche Sängerin
- Maximilian Renner (Zoologe) (1919–1990), deutscher Zoologe
- Meta Renner (1863–nach 1902), deutsche Opernsängerin (Sopran)
- Moritz Renner (* 1981), deutscher Jurist und Hochschullehrer
- Moritz Renner (Musiker) (* 2001), deutscher Jazzmusiker

### N
- Narziß Renner (1502–1536), deutscher Maler

### O
- Otto Renner (1883–1960), deutscher Botaniker

### P
- Paolo Renner (* 1958), italienischer römisch-katholischer Theologe
- Paul Renner (1878–1956), deutscher Typograf
- Paul Renner (Architekt) (1884–1968), deutscher Architekt
- Paul Renner (Maler) (* 1957), österreichischer Maler
- Peter Renner (Übersetzer) (* 1965), deutscher Autor und Übersetzer
- Peter Renner (Eishockeyspieler) (* 1972), deutscher Eishockeyspieler
- Philipp Renner (Abt) († 1512), deutscher Ordensgeistlicher, Abt von Murrhardt
- Philipp Renner († 1555), österreichischer Geistlicher, Bischof von Lavant

### R
- Renato Renner (* 1974), Schweizer Physiker und Hochschullehrer
- René Renner (* 1993), österreichischer Fußballspieler
- Robert Renner (* 1994), slowenischer Stabhochspringer
- Roland Renner (* 1951), deutscher Schauspieler
- Rolf G. Renner (* 1945), deutscher Germanist, Literaturwissenschaftler und Hochschullehrer
- Rudolf Renner (1894–1940), deutscher Politiker (KPD)
- Ruth Maria Renner (* 1980), deutsch-rumänische Musikerin und Komponistin, siehe Miss Platnum

### S
- Samuel Abraham von Renner (1776–1850), schweizerisch-württembergischer Landwirtschaftsreformer
- Sara Renner (* 1976), kanadische Skilangläuferin
- Sigmund von Renner (1727–1800), General Schweizer Herkunft
- Steve Renner (* 1984), deutscher Biathlet
- Susanne S. Renner (* 1954), deutsch-US-amerikanische Botanikerin

### T
- Theobald Renner (1779–1850), deutscher Anatom und Tierarzt
- Theodor Renner (1865–1950), deutscher Generalleutnant
- Thomas Renner (Manager) (* 1951), deutscher Bankmanager
- Thomas Renner (Kirchenmusiker) (* 1962), deutscher Organist, Chorleiter, Komponist und Pianist.
- Thomas Renner (Fußballspieler) (* 1967), deutscher Fußballspieler
- Thomas Renner (Leichtathlet) (* 1967), österreichischer Leichtathlet
- Thomas Renner (Abt) (* 1971), österreichischer Geistlicher und Abt
- Thomas Jakob Renner (* 1970), deutscher Schauspieler und Autor
- Tim Renner (* 1964), deutscher Musikproduzent, Journalist und Autor

### U
- Ursula Renner-Henke (* 1951), deutsche Germanistin und Kulturwissenschaftlerin

### V
- Valentin Renner (* 1998), deutscher Jazzmusiker
- Viktor von Renner (1846–1943), österreichischer Lehrer, Numismatiker und Historiker
- Viktor Renner (1899–1969), deutscher Jurist und Politiker (SPD)

### W
- Walter Renner (Radsportler) (1931–2008), slowakischer Radrennfahrer
- Walter Renner (Sportwissenschaftler) (1936–2015), deutscher Sportwissenschaftler und Hochschullehrer
- Walter Renner (Politiker, 1940) (* 1940), österreichischer Politiker (SPÖ), Nationalratsabgeordneter
- Walter Renner (Politiker, 1946) (* 1946), österreichischer Politiker (ÖVP), Vorarlberger Landtagsabgeordneter
- Walter Renner (Psychologe) (1956–2018), österreichischer Psychologe und Psychotherapeut
- Werner Renner (1909–nach 1965), deutscher Anwalt und Politiker (DG, AUD)
- Wilhelm Renner (Manager, 1873) (1873–vor 1955), deutscher Fabrikdirektor und Politiker
- Wilhelm Renner (Manager, 1890) (1890–1952), deutscher Industriemanager
- Wilhelm Renner (General) (1915–1982), deutscher Brigadegeneral
- Wilhelm Renner (Politiker), österreichischer Feuerwehrkommandant und Gemeinderat
- Wolfgang Renner (Radsportler) (* 1947), deutscher Radsportler
- Wolfgang Renner (General) (* 1959), deutscher General